# Chiliadenus rupestris
Chiliadenus rupestris là một loài thực vật có hoa trong họ Cúc. Loài này được (Pomel) Brullo mô tả khoa học đầu tiên năm 1979.